# Тернер, Иан (футболист, 1953)
Иан Тернер (англ. Ian Turner; 17 января 1953 год) — бывший английский футболист, вратарь. Обладатель Кубка Англии 1976 года.

## Клубная карьера
Иан Тернер родился в английском городе Мидлсбро. В юношестве Иан играл за местную команду «Саут-Бэнк» на позиции центрального защитника. Во время матча с «Хаддерсфилд Таун» Тернер показал хорошую игру и был замечен тренером соперников Ианом Гривзом. В октябре 1970 года Иан Тернер подписал контракт с «Хаддерсфилд Таун».
В марте 1972 года футболист перешел в «Гримсби Таун», где впервые познакомился с тренером Лори Макменеми.
В начале 1974 года «Саутгемптон» был в поисках нового вратаря. В тот момент клубом руководил Лори Макменеми, который предложил Иану Тернеру перейти в его команду. В марте 1974 года контракт был подписан. В следующие несколько сезонов Тернер был основным вратарем команды. В мае 1976 года Тернер защищал ворота «Саутгемптона» в финальном матче Кубка Англии с «Манчестер Юнайтед». Матч завершился победой «Святых» со счетом 1-0, а Иан Тернер стал обладателем Кубка Англии.
Тернер оставался неизменным вратарем своего клуба. Однако, в начале сезона 1976/77 повредил левое колено. Потребовалась операция по удалению хрящей. После возвращения он стал реже появляться на поле. Сезон 1977/78 Иан начал в статусе основного вратаря, но уже в октябре 1977 года уступил место Питеру Уэллсу.
Летом 1978 года Иан Тернер покинул «Саутгемптон». В последующие года футболист сменил множество клубов и завершил карьеру игрока в 1986 году. Тернер несколько лет тренировал команды из Гэмпшира такие как «Ромзи Таун», «Брокенхерст» и «Тоттон».

## Достижения
«Саутгемптон»
- Обладатель Кубка Англии: 1975/76